# José Carlos Soares (jornalista)
José Carlos Conde Soares, mais conhecido como José Carlos Soares (Lisboa, 13 de dezembro de 1962), é um jornalista português.
Em 1986, iniciou a sua carreira profissional numa rádio local de Sesimbra e dois anos depois entrou na Rádio Comercial, passando em 1990 a exercer a função de coordenador de desporto do Correio da Manhã Rádio.
Em 1992, foi um dos primeiros jornalistas a integrar o projeto da TVI, onde ficou até janeiro de 2003, tendo, nessa altura, sido contratado pela SIC para apresentar o programa semanal sensacionalista Bombástico, que foi muito criticado - inclusive por magistrados - e que durou apenas 13 semanas.
Por força das ondas de choque provocadas pelo Bombástico, até hoje a sua carreira profissional foi praticamente interrompida, tendo apenas colaborado em alguns projetos como a RTP/RDP, a UEFA, a Benfica TV, a Sportshow Magazine, o Jornal Ripa Desporto e a CMTV.
Desde 2011 que está radicado em Angola.

## Outras atividades
José Carlos Soares participou em algumas atividades artísticas na área da representação, nomeadamente no filme O Rapaz do FM, nas novelas da TVI Todo o Tempo do Mundo e Saber Amar e ainda em algumas peças e produções do grupo Pogo Teatro, nomeadamente a peça Mainstream, que esteve em palco no Centro Cultural de Belém.
Publicou igualmente um livro, intitulado "Diário de um Desempregado", onde relata a sua experiência após. programa Bombástico.